# زنان در جنگ (فیلم ۱۹۴۳)
زنان در جنگ (انگلیسی: Women at War) فیلمی در ژانر درام به کارگردانی ژان نگولسکو است که در سال ۱۹۴۳ منتشر شد. از بازیگران آن می‌توان به فی امرسون، ویرجینیا کریستین، دوروتی دی و رابرت وارویک اشاره کرد.